# یان توروپ
یوهانس تئودروس توروپ (به هلندی: Johannes Theodorus Toorop) مشهور به یان توروپ (هلندی: Jan Toorop؛ ۲۰ دسامبر ۱۸۵۸ – ۳ مارس ۱۹۲۸) نقاش هلندی-اندونزیایی بود. او به سبک‌های مختلفی از جمله نمادگرایی، هنر نو و نقطه‌چینی کار می‌کرد و آثار اولیه‌اش متأثر از مکتب امپرسیونیسم آمستردام بود.

## نگارخانه

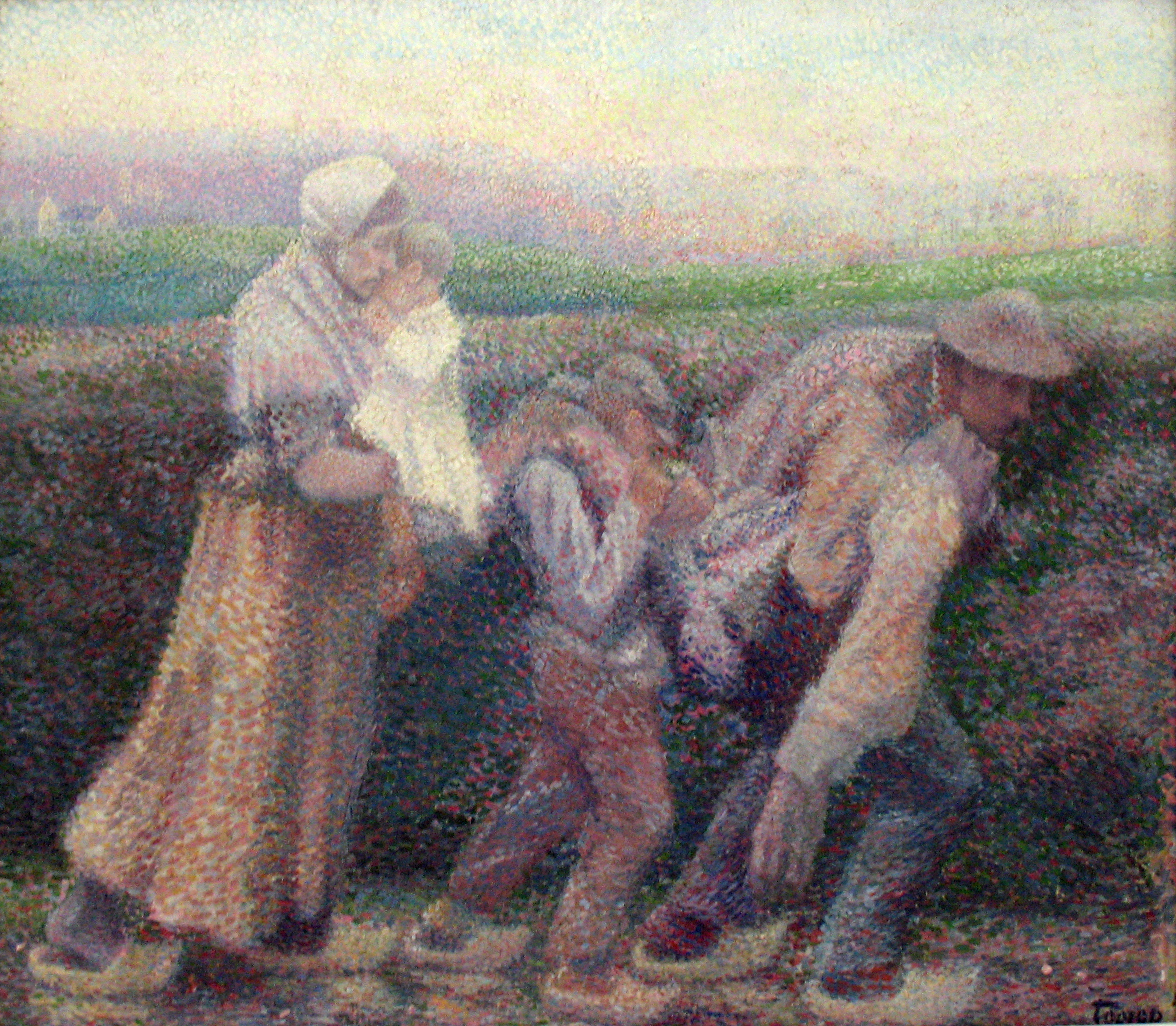
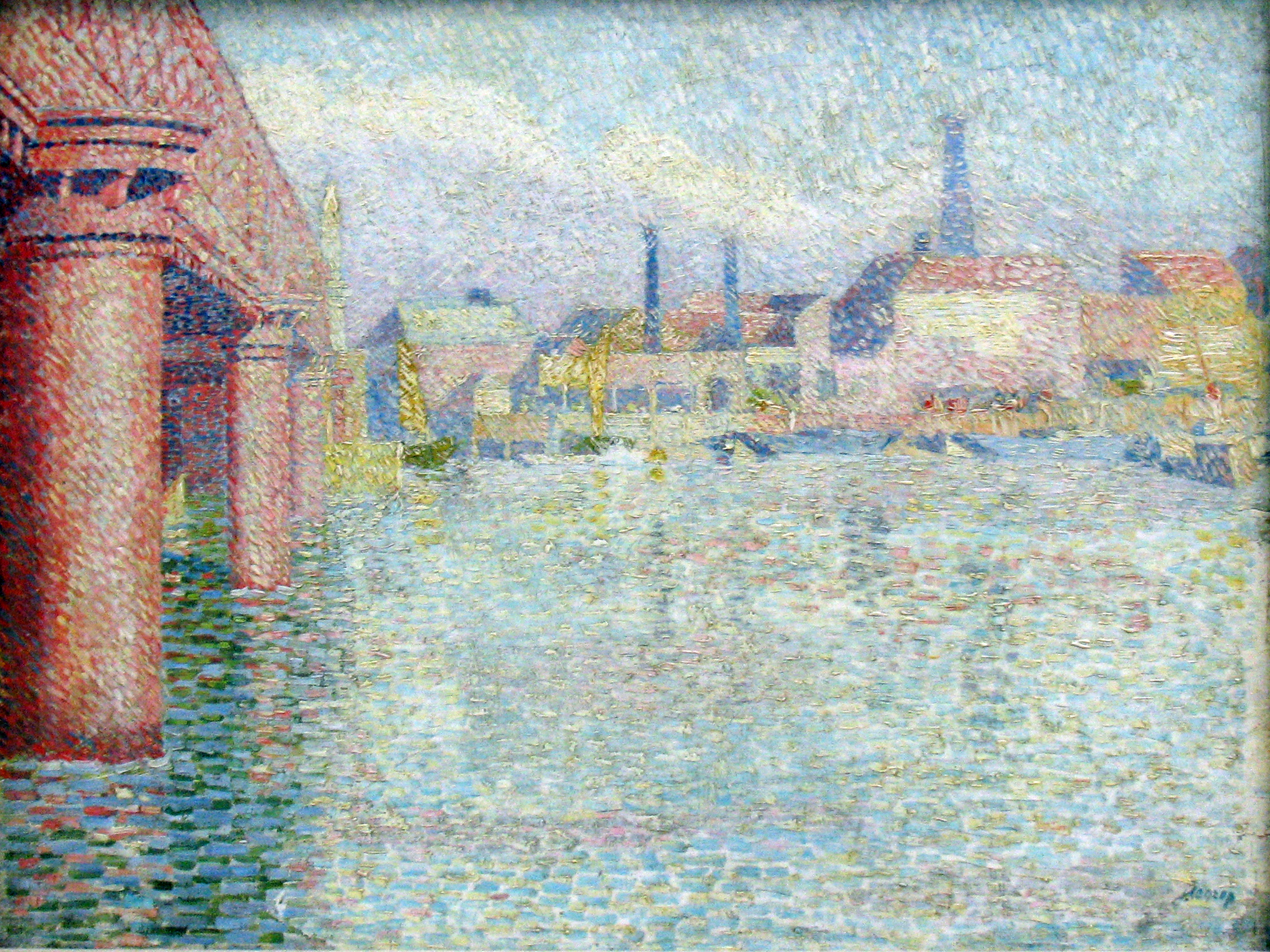
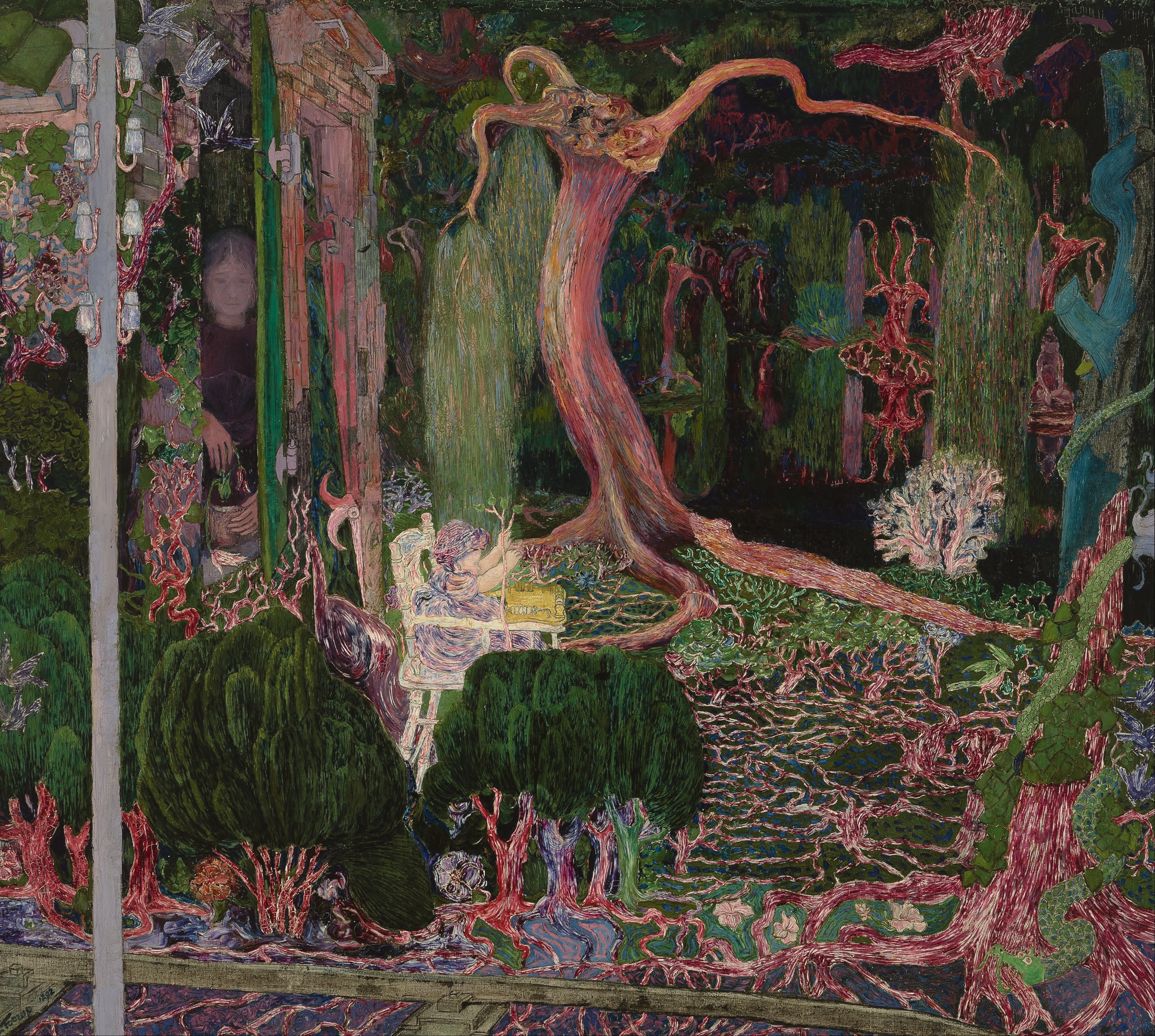
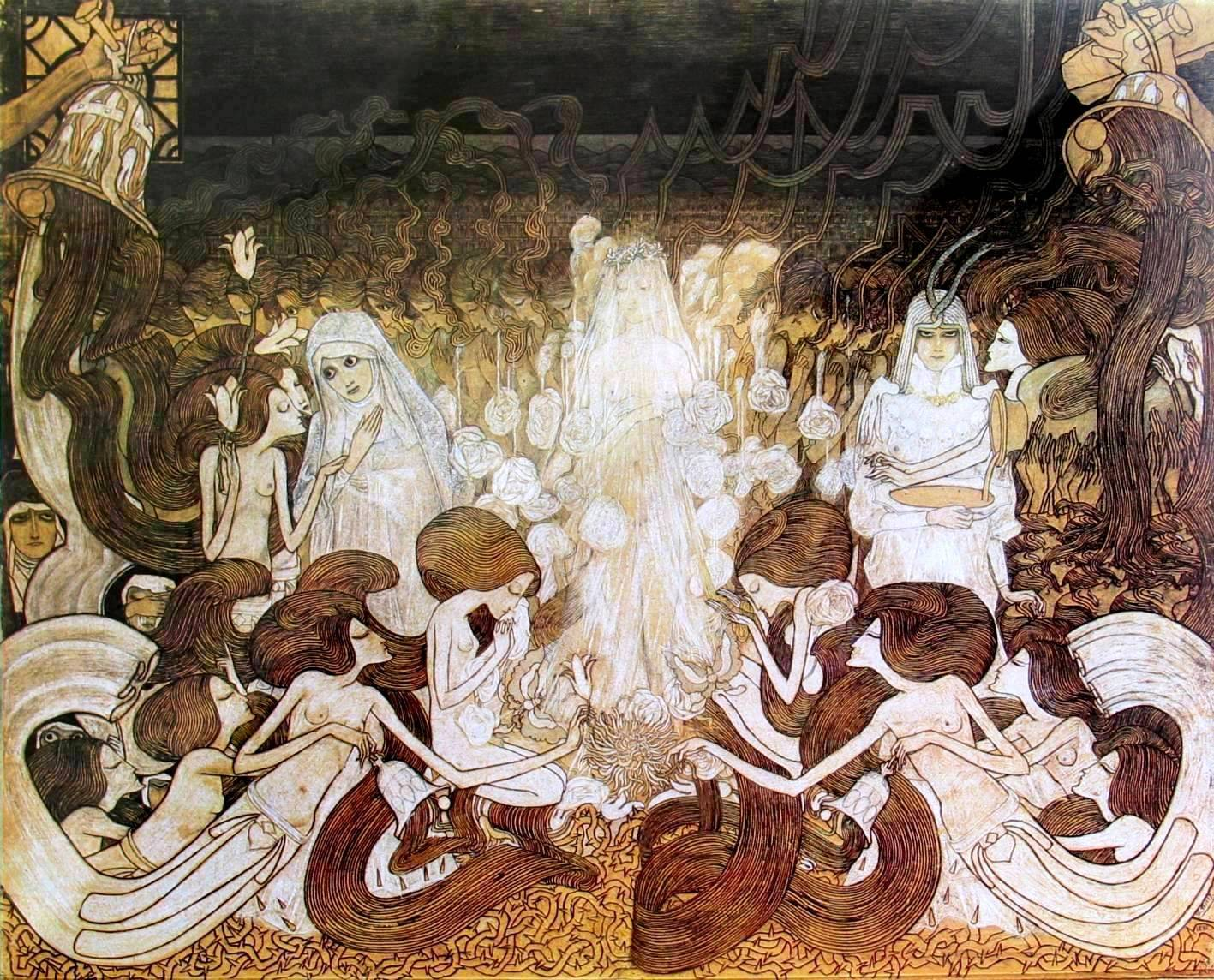
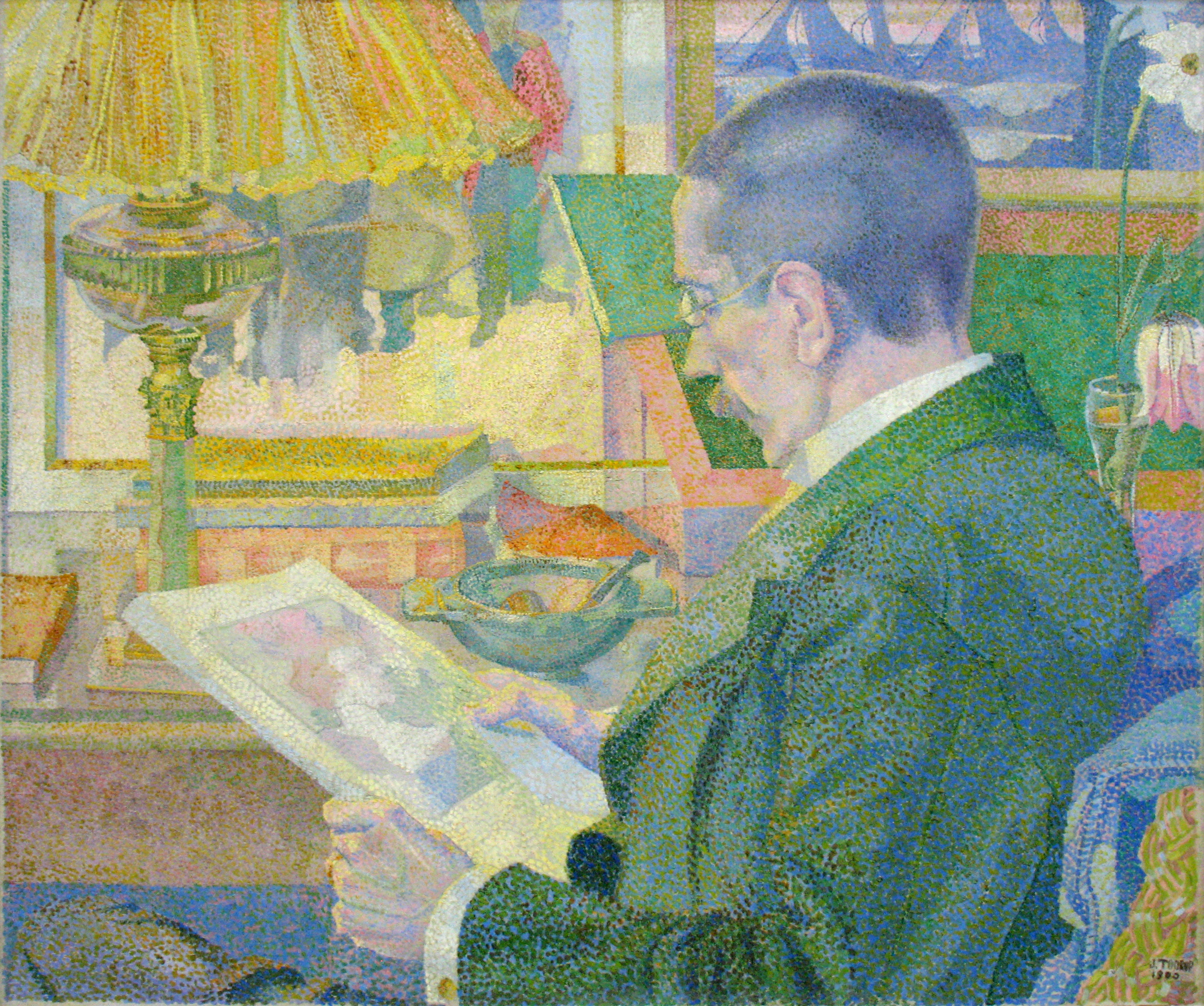
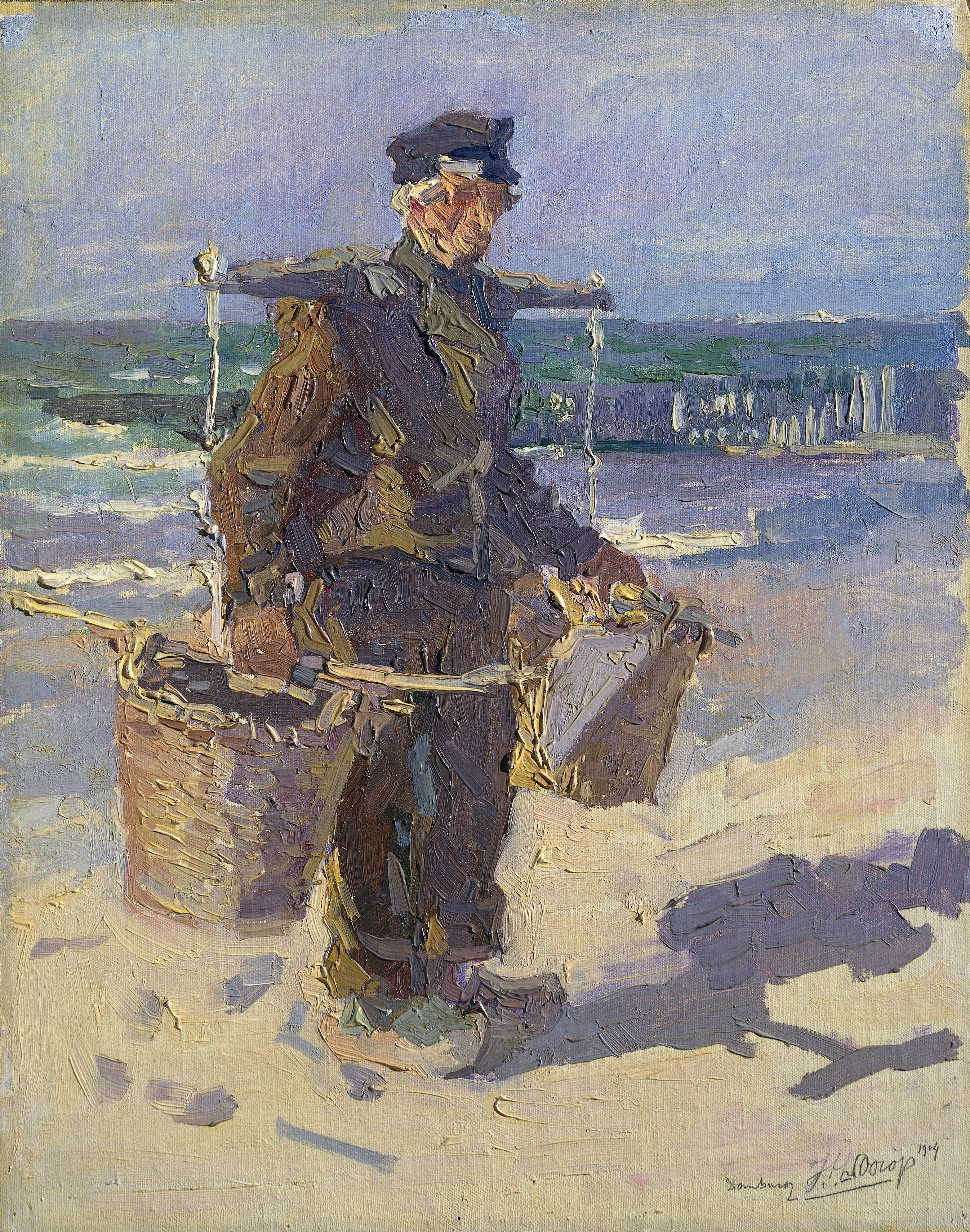
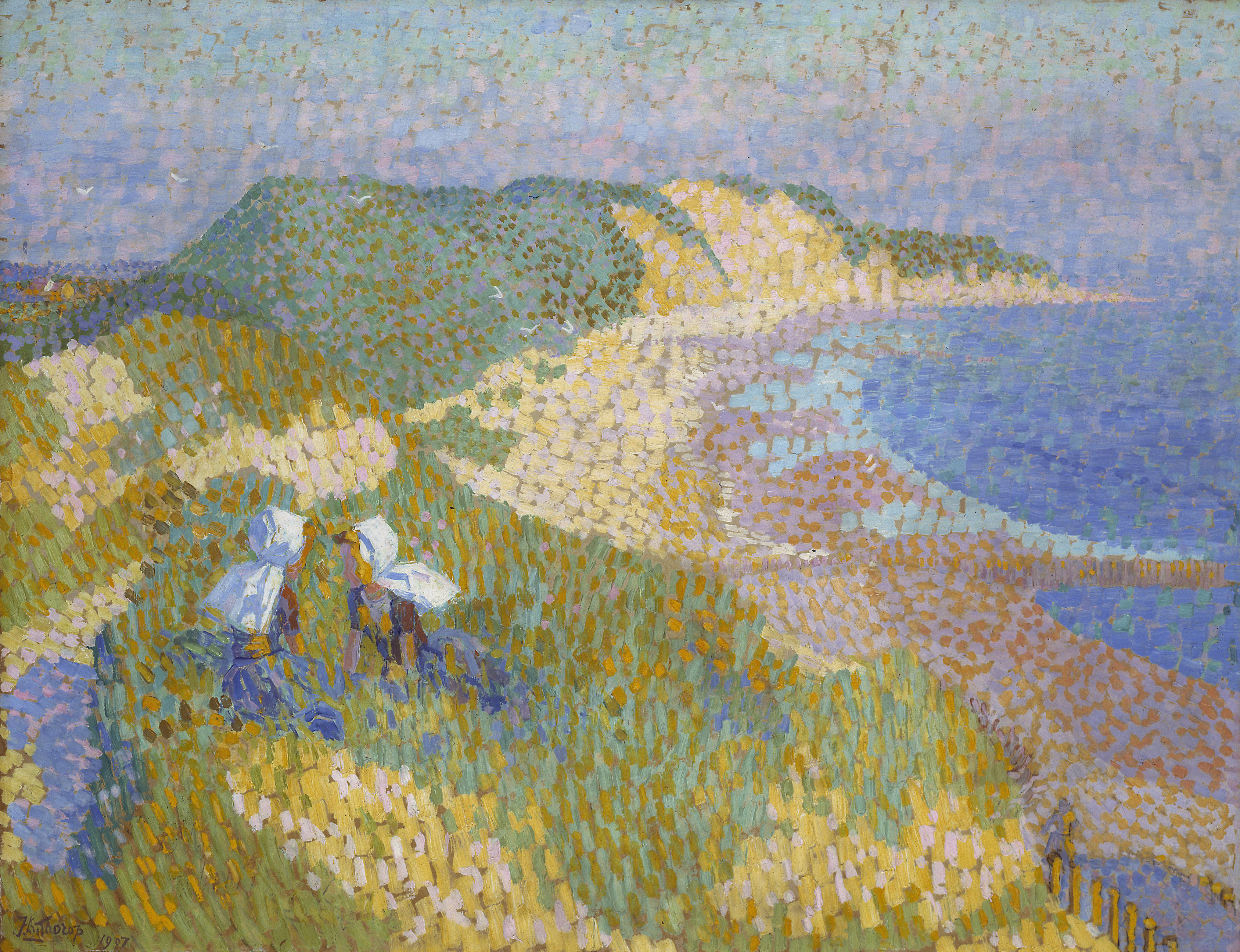
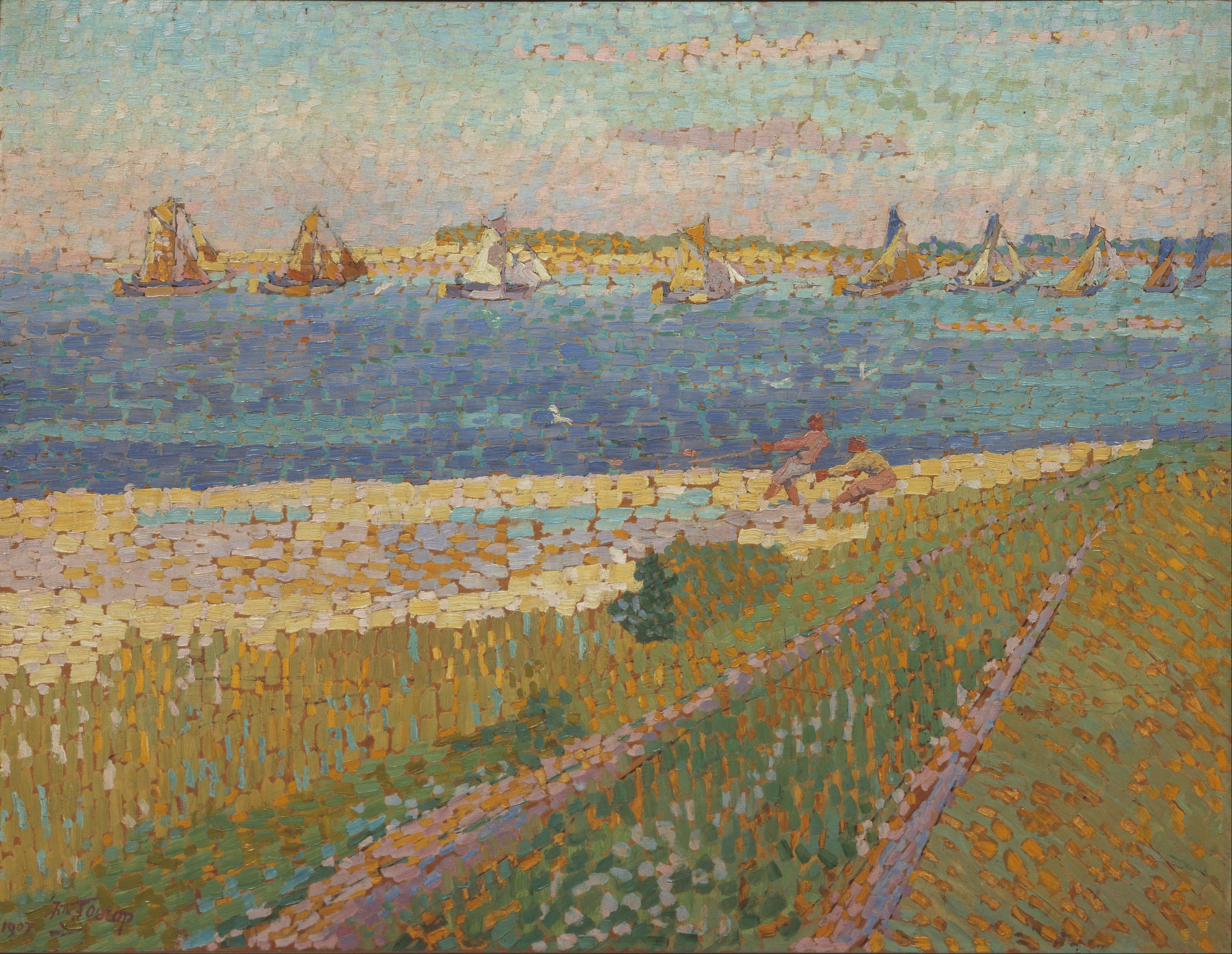
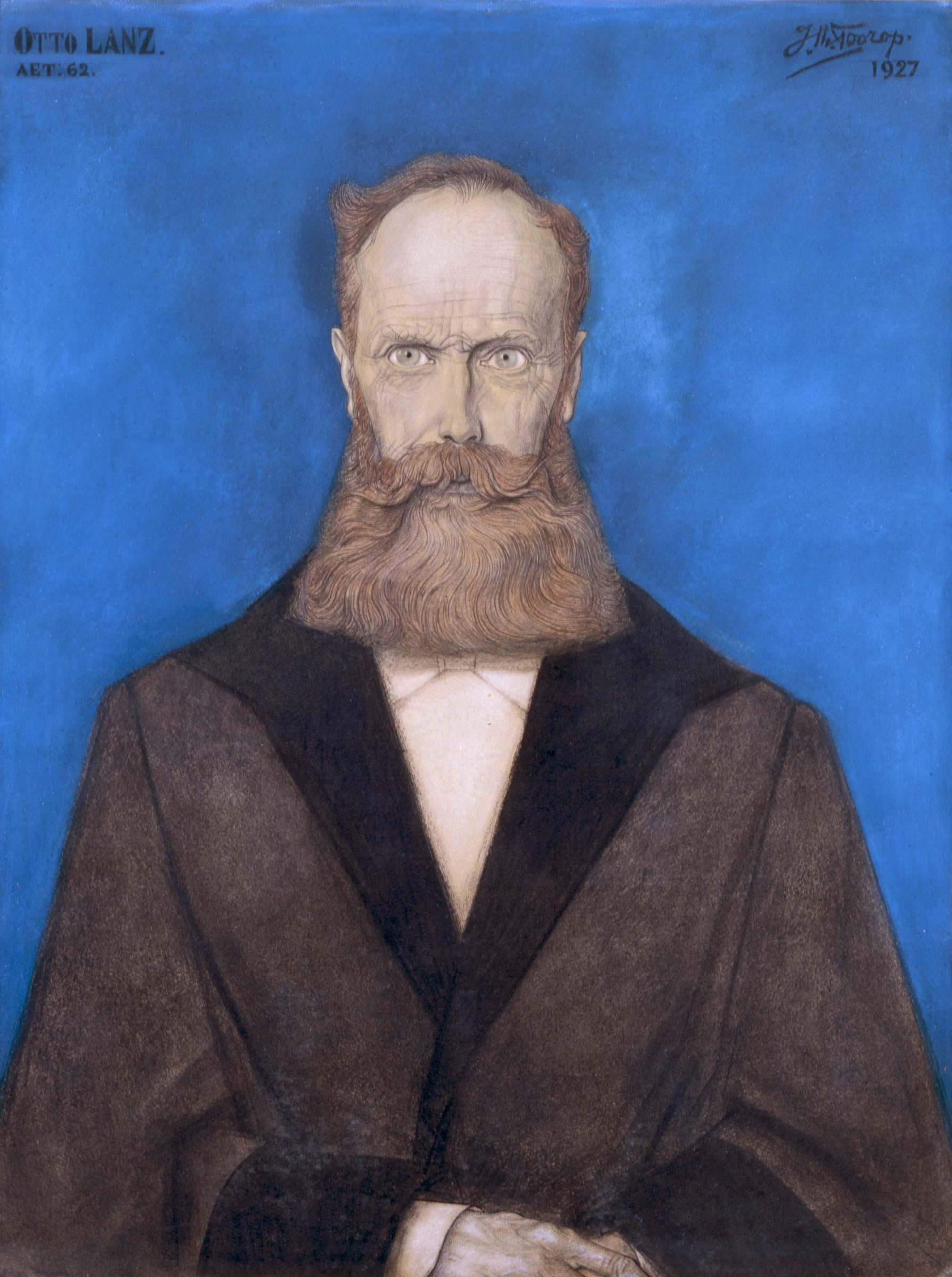
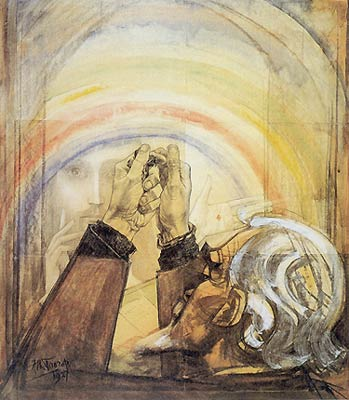